# Kosovo-et-Métochie
Le Kosovo-et-Métochie (serbe : Аутономна покрајина Косово и Метохија, abrégé en KosMet ou KiM) est, du point de vue de la Serbie et de l’Organisation des Nations unies, une province autonome serbe dont le territoire est occupé de facto par la République du Kosovo, qui a déclaré son indépendance en 2008. 
Ce territoire est administrativement issu de l'ancienne province autonome du Kosovo, partie intégrante de la RS de Serbie au sein de la Yougoslavie. À la suite de la guerre du Kosovo, la province passe de fait sous l'autorité de la mission intérimaire de l'ONU au Kosovo (qui a pris fin et a été remplacée ensuite par une mission intérimaire de l'Union européenne).
Le Bureau pour le Kosovo-et-Métochie est l’instance du gouvernement de Serbie officiellement responsable de la province.

## Contexte général
L'Union européenne n'a pas reconnu l'indépendance du Kosovo, puisque certains de ses États membres s'y sont opposés, en conséquence de quoi, au niveau européen, le Kosovo demeure une province sans statut autre que celui hérité de l'ancienne Yougoslavie placée sous les termes de la résolution 1244 de l'ONU et de l'avis rendu par la Cour internationale de justice invoquée par la Serbie : qui n'a cependant pas rendu comme illégal la déclaration d'indépendance et reconnu le droit à l'autodétermination mais n'a pas validé les conditions ayant conduit à l'autodétermination et la déclaration d'indépendance : cette validation ne peut avoir lieu qu'à l'ONU et est bloquée par plusieurs vétos exprimés au conseil de sécurité. Cependant l'Union européenne constate que le Kosovo n'a pas d'administration effective par la Serbie, et en pratique est administrée par la nouvelle république avec laquelle elle coopère dans le cadre de sa mission locale d'assistance et de surveillance conférée par l'ONU, et l'Union européenne ne rejette pas non plus les négociations d'adhésion de la Serbie (qui pourrait, si les négociations aboutissent, entrer dans l'Union européenne dans son entier, Kosovo inclus, avec un statut comparable à celui de Chypre et ses deux États gouvernant de facto séparément, sans pour autant invalider le droit de la nouvelle république du Kosovo à coopérer avec l'Union européenne et la Serbie pour administrer son territoire reconnu comme autonome mais pas indépendant et souverain). Le droit européen serait théoriquement applicable à la Serbie entière en tant que membre, et l'Union européenne accorderait la citoyenneté européenne égale à tous les résidents avec le droit du Kosovo à élire ses représentants au parlement sur sa circonscription. Le Kosovo en revanche pourrait adopter dans sa législation les dispositions européennes qu'elle souhaite  (sans y être contraint comme la Serbie), et forme déjà des traités bilatéraux avec les pays qui ont reconnu son indépendance (mais la Serbie dispose encore du droit légal de s'y opposer devant une cour internationale).
Dans le cadre de la mission de l'Union européenne au Kosovo conférée par l'ONU, le territoire est désigné simplement par "Kosovo", du nom de l'ancienne province yougoslave avant que la nouvelle Serbie ne renomme ce qu'elle désigne maintenant comme province serbe.

## Administration
Le ministère du Kosovo-et-Métochie est créé en 2008 en remplacement du Centre de coordination pour le Kosovo-et-Métochie. Il est remplacé en 2012 par le Bureau pour le Kosovo-et-Métochie.

## Culture
Le patriarche orthodoxe serbe Porphyre considère que Kosovo-et-Métochie est la Jérusalem spirituelle des Serbes.

## Codification
Du fait de sa non reconnaissance internationale, le Kosovo n’a pas la capacité juridique pour disposer d’une autorité reconnue au niveau international et recevoir un code ISO 3166-1 ou un nom de domaine de premier niveau. Il dispose d’une extension officielle ".km.rs", mais en pratique sont utilisées des extensions génériques comme .com ou .org.